# 2017年鐵路
此條目列出2017年發生有關鐵路運輸的事件。

## 事件

### 1月
- 1月1日：紐約市第二大道線第一期在計劃接近一世紀後終於開放營運[1]。
- 1月1日至1月18日：首班由中國義烏市途經新亞歐大陸橋和英法海底隧道的鐵路集裝箱抵達倫敦[2]。
- 1月6日：福州地鐵1號線上藤站至象峰站通車。
- 1月10日：亞吉鐵路全線通車[3][4][5]。
- 1月11日：英國列車營運公司（英语：train operating company）c2c獲准將其擁有權由国家快运售予意大利鐵路[6]。
- 1月12日：鄭州地鐵1號線河南工業大學站至西流湖站、市體育中心站至文苑北路站、2號線南延線（城郊線）南四環站至新鄭機場站通車。
- 1月14日：一列塞爾維亞鐵路帶有塞爾維亞宣傳裝飾列車由貝爾格萊德開往北米特羅維察的列車在拉什卡被塞爾維亞總理下令調頭，聲稱科索沃當局會阻止列車過境[7]。
- 1月18日：南京地鐵4號線龍江站至仙林湖站通車。
- 1月21日：首都圈電鐵京義·中央線龍門站至砥平站通車。
- 1月26日：哈爾濱地鐵3號線城鄉路站至醫大二院站通車。

### 2月
- 2月2日：桃園捷運公司[8]桃園國際機場捷運台北車站至環北站臨時開業[9][10][11]。
- 2月23日：2號高速鐵路第一期獲得國會通過2017年高速鐵路（倫敦-西米德蘭）法案（英语：High Speed Rail (London - West Midlands) Act 2017），容許工程2017年開工[12]。
- 2月24日：丹佛輕軌R線（英语：R Line (RTD)）與H線（英语：H Line (RTD)）延長線通車[13]。
- 2月26日：沙特鐵路公司（英语：Saudi Railway Company）開放乘客使用利雅德－古賴阿特線（英语：SAR Riyadh-Qurayyat Line），容許乘客由利雅德哈立德國王國際機場前往蓋西姆省[14]。

### 3月
- 3月2日：桃園國際機場捷運正式開通。
- 3月4日：北海道旅客鐵道[15]根室本線稻士別站、釧網本線五十石站、函館本線東山站、姫川站、桂川站、北豐津站、蕨岱站廢站，千歲線美美站、根室本線島之下站、上厚內站降格為信號場，西日本旅客鐵道可部線可部站至安藝龜山站通車（事實上將2003年的廢線路段復活）（追加為廣島市內站）[16][17][18]，山陽本線加設寺家站[18][19]。
- 3月25日：三陸鐵道北谷灣線加設十府浦海岸站[20]。
- 3月25日：舊金山灣區捷運系統暖泉站（英语：Warm Springs / South Fremont (BART station)）啟用[21]。
- 3月31日：榜鵝輕軌山姆站啟用。

### 4月
- 4月1日：東日本旅客鐵道磐越西線加設郡山富田站，秩父鐵道秩父本線加設SOCIO流通中心站。
- 4月3日：發生2017年聖彼得堡地鐵爆炸案。
- 4月3日：曼谷集體運輸系統素坤逸線[22]北寧站至三榕站通車。
- 4月11日：伊茲密爾電車（英语：Tram İzmir）通車。
- 4月15日：蘇州軌道交通4號線龍道站至同里站、紅莊站至木里站通車。
- 4月20日：釜山都市鐵道[23]1號線多大浦海水浴場站至新平站通車。
- 4月28日：斯特拉斯堡電車（英语：Strasbourg tramway）延長，跨過萊因河前往德國凱爾[24]。

### 5月
- 5月12日：底特律QLINE通車[25]。
- 5月22日：MBTA波士頓通勤鐵路法拉明漢／伍斯特線（英语：Framingham/Worcester Line）波士頓著陸站（英语：Boston Landing (MBTA station)）啟用[26]。
- 5月26日：發生2017年波特蘭列車襲擊（英语：2017 Portland train attack）。
- 5月31日：肯尼亞開通蒙巴薩－內羅畢標準軌鐵路，全長485 km（301 mi）的標準軌鐵路，在中國資金和專家協助下興建，將來往兩地時間由12小時縮短至4個半小時[27]。
- 5月31日：首爾地下鐵和首爾特別市都市鐵道公社合併，成立新公司「首爾交通公社」[28][29][30]。

### 6月
- 6月2日：成都軌道交通4號線非遺博覽園站至萬盛站、萬年場站至西河站通車。
- 6月7日：大連地鐵1號線會展中心站至河口站、2號線會議中心站至海之韻站通車。
- 6月18日：新加坡地鐵東西線大士西延線通車，全長7.5（4.7英里）[31]。
- 6月20日：發生2017年6月布魯塞爾襲擊案（英语：June 2017 Brussels attack）。
- 6月26日：石家莊地鐵[32]1號線西王站至洨河大道站、3號線市二中站至石家莊站通車。
- 6月29日：索諾馬-馬林地區軌道交通開始前期通車。
- 6月30日：高雄捷運公司[33]環狀輕軌第1階段高雄展覽館站至駁二大義站通車[34][35]。
- 6月30日：長春軌道交通1號線北環城路站至紅嘴子站通車。

### 7月
- 7月2日：法國高速鐵路南歐大西洋線由圖爾到波爾多[36]以及法國高速鐵路布列塔尼－盧亞爾河地區線由勒芒到雷恩通車[37]，同時大規模重整法國大區列車班次[24]。
- 7月3日：杭州地鐵2號線錢江路站至古翠路站通車[38]。
- 7月9日：寶蘭客運專線寶雞南站至蘭州西站開通[39]。
- 7月10日：斯德哥爾摩城市鐵路開放通車[40]。
- 7月17日：双溪毛糯－加影线（吉隆坡捷运1号线）从双溪毛糯站至加影站全面通车[41]。
- 7月22日：東武鐵道鬼怒川線加設東武世界廣場站[42]。

### 8月
- 8月18日：南昌地鐵2號線南路站至地鐵大廈站通車[43]。
- 8月20日：英格蘭列車營運公司（英语：train operating company）西南列車（英语：South Western franchise）的乘客專營權（包括島線）過去由捷達集團經營[44]，轉移至西南鐵路公司，是第一集團（70%）與港鐵公司（30%）的合資企業[45]。
- 8月25日：索諾馬-馬林地區軌道交通完全通車。
- 8月29日：昆明軌道交通3號線東部汽車站至西山公園站[46]通車，6號線機場中心站至東部汽車站再通車[47]。

### 9月
- 9月2日：牛耳新設輕電鐵[48][49]首爾輕電鐵牛耳新設線北漢山牛耳站至新設洞站通車。
- 9月6日：台灣鐵路管理局[50]在縱貫線北段加設新富車站。
- 9月6日：成都軌道交通[51]10號線太平園站至雙流機場2航站樓站通車。
- 9月6日：勒克瑙地鐵紅線（英语：Red Line (Lucknow Metro)）通車。
- 9月15日：發生2017年帕森綠地站爆炸案。
- 9月21日：格拉納達輕軌開放予乘客[52]。
- 9月26日：環狀輕軌第1階段駁二大義站至哈瑪星站[34][35][53]通車，台灣鐵路管理局廢除台東線舞鶴號誌站[54]。
- 9月27日：法國阿爾斯通與德國西門子宣佈合併鐵路事業。新公司在鐵路車輛將在世界市佔率排行第2位[55]。
- 9月29日：蘭渝鐵路夏官營站至岷縣站通車[56]。

### 10月
- 10月2日：斯德哥爾摩電車22號線思克拉半島站至思克拉站通車。
- 10月4日：科契地鐵巴拉利瓦東站至馬哈拉惹書院站通車。
- 10月7日：波昂電車（英语：Trams in Bonn）下街站至朗根德里爾城鐵站通車。
- 10月16日：第比利斯地鐵薩布塔洛線會查·詩貝拉站（英语：Vazha-Pshavela (Tbilisi Metro)）至國立大學站（英语：State University (Tbilisi Metro)）開放載客。
- 10月21日：新加坡地鐵濱海市區線由牛車水延長至博覽。
- 10月21日：里約熱內盧輕軌2號線海關路地區街坊會站至甘波亞站／佩雷拉·萊斯站通車。
- 10月28日：龍華新區現代有軌電車示範線清湖站至新瀾站正式開通。
- 10月29日：伊斯坦堡地鐵F3線（英语：F3 (Istanbul Metro)）通車。
- 10月31日：南京麒麟有軌電車馬群站至石楊路站正式開通。

### 11月
- 11月2日：聖地亞哥地鐵6號線（英语：Santiago Metro Line 6）塞里略斯站（英语：Cerrillos Metro Station）至洛斯萊昂內斯站（英语：Los Leones metro station）通車。
- 11月18日：赫爾辛基地鐵西部地鐵（英语：Länsimetro）延線羅霍拉赫蒂站至馬廷屈萊站開放通車。
- 11月28日：海得拉巴地鐵1號線高架段（米亞普爾站至阿米爾佩特站）、2號線高架段（阿米爾佩特站至納戈爾站）正式通車。

### 12月
- 12月4日：自2013年起中止服务的马六甲单轨列车（英语：Melaka Monorail）重新投入运作。
- 12月6日：西成客運專線江油站至西安北站通車[57]，南京地鐵[58]S3號線南京南站至高家沖站通車，成都軌道交通[59]7號線環狀線通車。
- 12月9日：都柏林輕軌綠線聖士提反綠地站至布魯姆橋站通車。
- 12月10日：巴塞爾電車3號線堡田園站至聖路易斯火車站通車，蘇黎世電車8號線哈德廣場站至造船站通車。
- 12月10日：盧森堡電車（英语：Trams in Luxembourg）1號線盧森堡展覽中心站至帕芬達爾-紅橋站通車。
- 12月10日：青島地鐵[60]2號線芝泉路站至李村公園站通車。
- 12月10日：紐倫堡－埃爾福特高速鐵路通車[24]，城鐵12號線哈爾施拉格站至瓦格萊恩內克爾站通車，開姆尼茨電車（英语：Trams in Chemnitz）3號線斯塔德勒廣場站至技術園站通車，波茨坦電車（英语：Trams in Potsdam）96號線菲勒克車廠站至處女湖校區站通車。
- 12月10日：因斯布魯克電車3號線赫廷格奧/西站至技術西站／皮爾園村站通車。
- 12月11日：葉卡捷琳堡電車2號線、18號線社員廣場站至紅色烏拉爾站通車。
- 12月15日：世界上最陡峭的大眾運輸纜索鐵路斯圖斯鐵路（英语：Stoosbahn）通車[61]。
- 12月15日：伊斯坦布爾地鐵5號線于斯屈達爾站至亞馬涅夫勒爾站（英语：Yamanevler (Istanbul Metro)）通車。
- 12月17日：黃金海岸G:link黃金海岸大學醫院站（英语：Gold Coast University Hospital light rail station）至海倫茲維爾站（英语：Helensvale railway station）通車。
- 12月17日：多倫多地鐵央街－大學線由雪柏西站延長至旺市都會中心站。
- 12月18日：發生2017年華盛頓州列車脫軌（英语：2017 Washington train derailment）：美鐵卡斯卡德號（英语：Amtrak Cascades）乘客列車501號在華盛頓州杜邦脫軌，而這一班正是迪發恩斯角繞道（英语：Point Defiance Bypass）首班南行列車。
- 12月21日：奧胡斯輕軌（英语：Aarhus Letbane）奧胡斯火車總站至奧胡斯大學醫院站通車。
- 12月22日：韓國鐵道公社[62]京江線西原州站附近至江陵站通車[63]。
- 12月25日：德里地鐵洋紅線（英语：Magenta Line (Delhi Metro)）時母廟站（英语：Kalkaji Mandir metro station）至植物園站（英语：Botanical Garden metro station）通車。
- 12月26日：長株潭城際鐵路長沙站至長沙西站通車[64]，武漢地鐵[65][66][67]1號線徑河站至東吳大道站、8號線金潭路站至梨園站、21號線（陽邏線）後湖大道站至金台站通車，合肥軌道交通[68]2號線三十埠站至南崗站通車。
- 12月27日：杭州地鐵[69]2號線古翠路站至良渚站。
- 12月28日：石濟客運專線石家莊站至濟南西站、衢九鐵路衢州站至九江站、淮北至蕭縣北客車聯絡線淮北站至蕭縣北站、莞惠城際軌道交通常平東站至道滘站通車[70][71][72]，廣州地鐵[73]4號線金洲站至南沙客運港站、9號線飛鵞嶺站至高增站、13號線魚珠站至新沙站、14號線知識城支線新和站至鎮龍站通車，南寧軌道交通[74]2號線玉洞站至西津站通車，重慶軌道交通[75]5號線園博中心站至大龍山站、10號線鯉魚池站至王家莊站通車，貴陽軌道交通[76]1號線下麥西站至貴陽北站通車。
- 12月30日：北京地鐵[77][78][79]房山線蘇莊站至閻村東站、燕房線閻村東站至燕山站、S1號線石廠站至金安橋站、西郊線香山站至巴溝站通車，14号线平乐园站、16号线农大南路站启用；上海軌道交通[80][81][82]9號線楊高中路站至曹路站、17號線虹橋火車站站至東方綠舟站通車；南京地鐵[83]S9號線翔宇路南站至高淳站通車。
- 12月31日：廈門地鐵[84]1號線岩內站至鎮海路站通車，北京市郊鐵路懷柔－密雲線、城市副中心線通車。
- 12月31日：莫斯科地鐵莫斯科河畔線由河運碼頭站延長至霍夫林諾站。